# Ацтекські руїни (США)

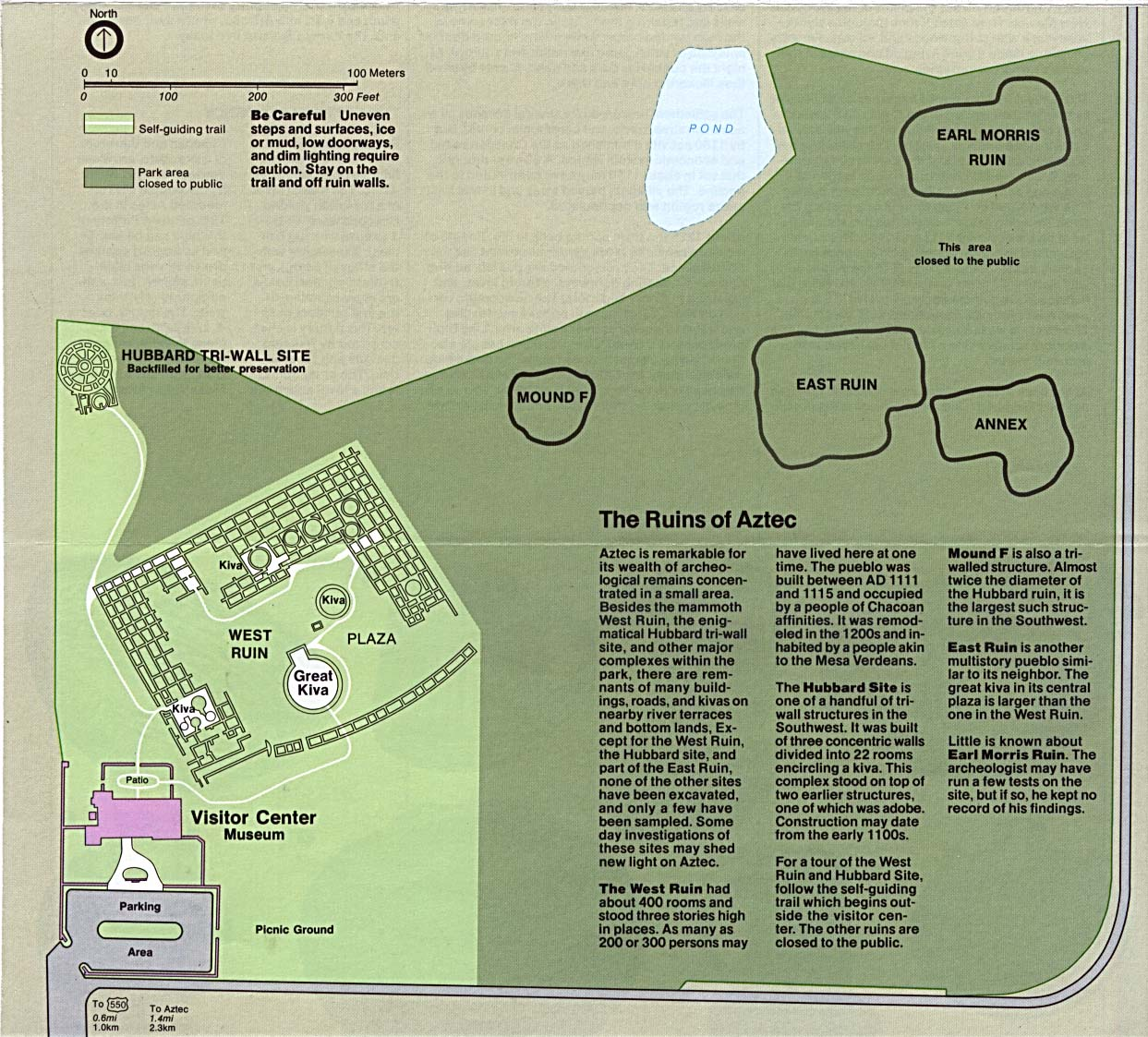

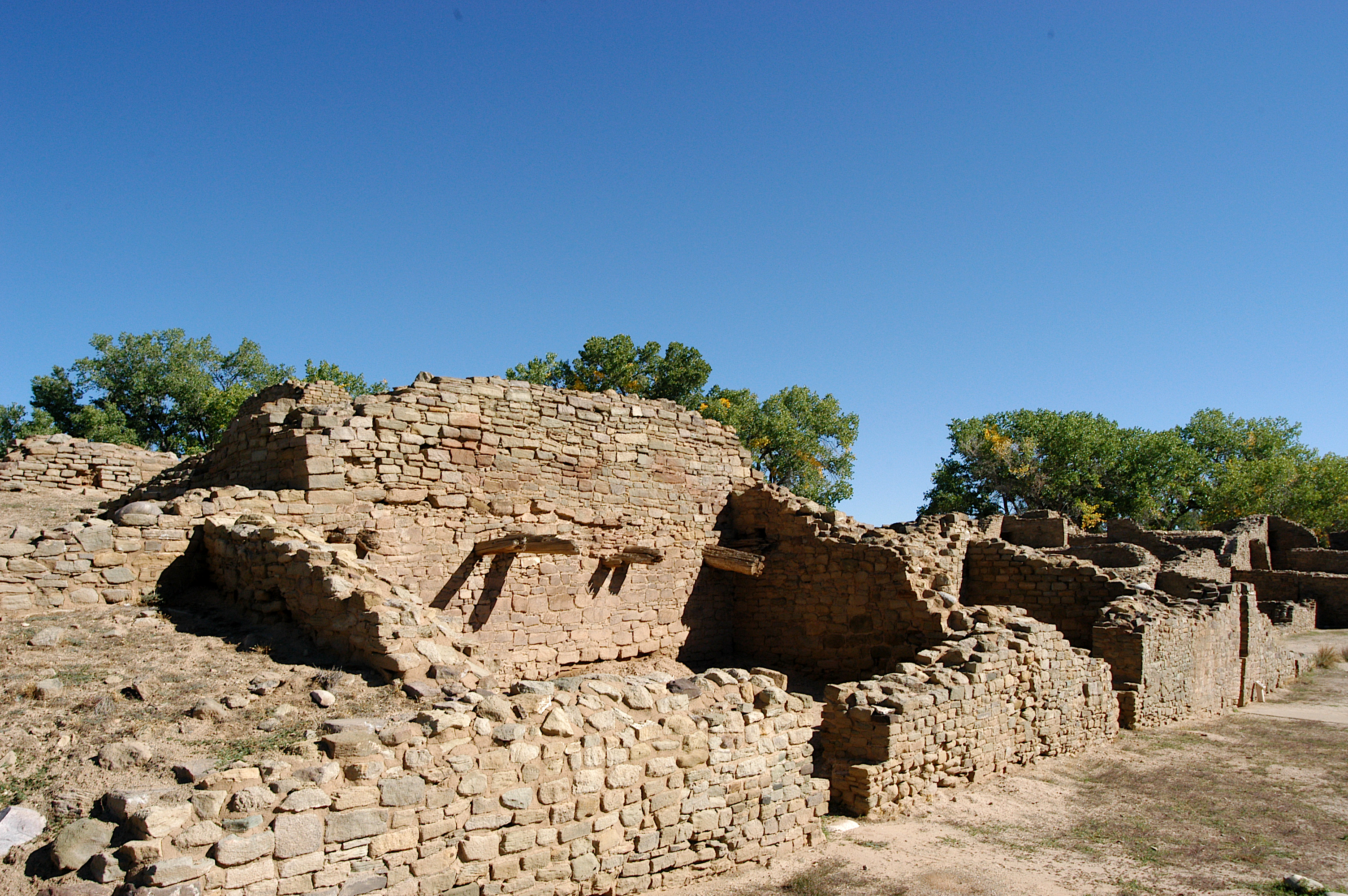
Західна стіна

Ацте́кські руї́ни (англ. Aztec Ruins National Monument) — національна пам'ятка США на північному заході штату Нью-Мексико, поблизу міста Ацтек і на північний схід від Фармінгтона, біля річки Анімас.
Головною цінністю пам'ятки є споруди, побудовані в середні віки народом пуебло. Неподалік від неї, на південь, лежить парк Солмонські руїни, де представлені інші споруди древніх пуебло, безпосередньо на захід від Блумфілда, поблизу річки Сан-Хуан.
Споруди відносяться до XI–XIII століть. Помилкова назва пов'язана з тим, що американські поселенці XIX століття спочатку приписували ці споруди ацтекам, з якими пуебло перебувають лише в дуже віддаленій мовній спорідненості. Назва закріпилася як традиційна.

## Ресурси Інтернету
- Ацтекські руїни (США). Інформаційна система географічних назв, Геологічна служба США (USGS).
- Вікісховище має мультимедійні дані за темою: Ацтекські руїни (США)
- National Park Service website [Архівовано 11 жовтня 2010 у Wayback Machine.]
- American Southwest, a National Park Service Discover Our Shared Heritage Travel Itinerary [Архівовано 1 липня 2014 у Wayback Machine.]
- UNESCO World Heritage site [Архівовано 2 липня 2017 у Wayback Machine.]